# Universidad de Mercaderes de Bilbao
La Universidad de Mercaderes de Bilbao fue una institución surgida en el siglo XV con comerciantes y marinos.

## Historia
En 1435 consta la existencia de una cofradía de mercaderes de Bilbao, Portugalete y otros pueblos costeros cercanos bajo el titular de Santiago. Primero, esta cofradía tuvo fines religiosos y mutualistas, pero luego fue tomando posiciones de defensa y promoción de la actividad mercantil y naval.
Hasta 1480 el consistorio de Bilbao dirigía las instalaciones portuarias y se encargaba de garantizar la navegabilidad del canal que conducía a ellas desde el mar Cantábrico.
En la década de 1480 la asociación voluntaria de comerciantes y marinos se transformó, siguiendo el ejemplo de Burgos, en la Universidad de Mercaderes y Maestres. Casi todos los locales que se dedicaban a esto pasaron a estar integrados en la misma. Sus rectores, el prior y sus dos diputados pasaron a compartir el concejo de Bilbao el control y la gestión del puerto y la navegación por la ría. Para ello, empezaron a tener cierta capacidad normativa, competencias policiales, judiciales y recaudatorias (exigiendo tasas portuarias, gremiales y benéficas entre todos los que usasen sus instalaciones).
En 1511 la reina Juana I de Castilla creó el Consulado de Bilbao para los mercaderes de esta Universidad. El Consulado tenía competencias en el terreno legislativo, ejecutivo y judicial. Ejerció como un tribunal superior en jurisdicción mercantil y naval. El concejo de la ciudad cedió por completo la gestión del puerto al Consulado.
En 1829 se promulgó el Código de Comercio creándose dos nuevos organismos, el Tribunal de Comercio y la Junta de Comercio, que asumieron las competencias del Consulado.